# Glyphodes aniferalis
Glyphodes aniferalis là một loài bướm đêm trong họ Crambidae.